# Nara Costa
Nara Costa (Salvador, 29 de dezembro de 1975) é uma cantora e compositora brasileira que se destacou no ritmo arrocha que cantou até 2012 e que lhe valeu o título de "Rainha do Arrocha", disputado com Nira Guerreira.
Nascida em 29 de dezembro 1975 em Salvador e criada em Candeias, Nara começou a cantar aos 13 anos. Já participou de grupos folclóricos em Salvador como a Quadrilha Junina Madeirada do Forró, Cia de Danças e Folguedos, Orquestra Afro-Baiana do Pelourinho e Banda Didá. 

## Biografia
Nascida em Salvador, Nara Costa começou a cantar aos 13 anos em bandas de axé em Candeias, onde foi criada. Durante muitos anos fez shows em Salvador e cidades do interior da Bahia cantando músicas de Axé e MPB, tocando inclusive em barzinhos da capital, também fez participações em orquestra no largo do Pelourinho (Orquestra Afro-Baiana do Pelourinho) e na banda Didá.
Nara é uma das precursoras do Arrocha que, segundo a sua definição, tem seu nome derivado por ser dançada "agarradinho" ou "arrochado", sendo uma das que o fizeram "estourar" na Região Metropolitana de Salvador a partir de 2001. Por ser, junto a Silvanno Salles e Márcio Moreno, uma das principais representantes do Arrocha foi aclamada como a "Rainha do Arrocha", título esse que foi objeto de disputa com Nira Guerreira. Seu maior sucesso foi a canção "Arrocha", que consagrou o nome do ritmo.
No carnaval de 2005 protagonizou uma campanha pela doação de sangue na capital baiana que, graças à sua "figura carismática" no dizer de Gilberto Dimenstein, lhe valeu o título de "embaixadora" do hemocentro baiano.
Em 2012 viveu um drama familiar com a morte do ex-marido, o subcomandante da Polícia Militar Anativo Manoel da Conceição Neto, durante um assalto. Costa então se voltou para a religião e passou a cantar música evangélica. O casal, que estava, à época, separado há dois meses, tinha uma filha.

## Discografia
Dentre os álbuns da cantora estão:
- Pra Dançar Agarradinho (CD, Gema, 2003)
- Nara Costa, Vol. 2 (CD, Gema, 2000)
- Canções do Coração (CD, 2020)